# 海维兹哲尔克
海维兹哲尔克，是匈牙利佩斯州所辖的一个村。总面积22.84平方公里，总人口3137，人口密度137.3人/平方公里（2011年1月1日）。